# Johanna Charlotte van Boetzelaer
Johanna Charlotte barones van Boetzelaer (Batavia, 13 oktober 1910 – Doorn, 23 februari 1994) is bekend geworden als geportretteerde door Pyke Koch.

## Biografie
Van Boetzelaer werd geboren in het oud-adellijke geslacht Van Boetzelaer als dochter van Tweede Kamerlid dr. Carel Wessel Theodorus baron van Boetzelaer, heer van Asperen en Dubbeldam (1873-1956) en Willemina Elisabeth Thomassen à Thuessink van der Hoop van Slochteren (1877-1942), lid van de familie Van der Hoop en dochter van Tweede Kamerlid mr. Abraham Johan Thomassen à Thuessink van der Hoop van Slochteren.
Zij groeide op in een gegoed Utrechts milieu en was bevriend met jkvr. Heddy de Geer (1905-1988), dochter van de latere minister-president jhr. mr. Dirk Jan de Geer (1870-1960). Beiden maakten deel uit van het Utrechtse kunstenaarsmilieu waarin bijvoorbeeld ook de letterkundigen Cola Debrot, Martinus Nijhoff en Adriaan Roland Holst verkeerden. Ook musici, geleerden en kunstschilders maakten deel uit van die kring. Onder die laatsten was Pyke Koch (1901-1991) waarin hij Heddy de Geer ontmoette met wie hij in 1934 trouwde.
Koch bracht in de jaren 1930 enige tijd in Italië door. De Italiaanse schilders uit de Renaissance inspireerden hem voor zijn eigen werk. Dit kwam het best tot uitdrukking in een serie van maar liefst zeven portretten (vijf schilderijen en twee tekeningen) die hij maakte van vriendin Johanna van Boetzelaer. Het bekendste is geworden het portret van haar met ligustertak. Carel Blotkamp, biograaf van Koch, noemde een profielportret uit 1948 als een van de mooiste schilderijen, maar meldt tevens: "Ik heb haar gekend. Het portret lijkt niet op haar". Naast deze twee portretten waren er ook twee portretten van haar in bezit van een vriend en een van de grootste verzamelaars van Koch: Taeke Jitze Botke in Maastricht; een ervan werd in 1994 geveild. Zijzelf bezat een portret.
Behalve correspondentie met Koch zijn er ook brieven aan of van haar overgeleverd van/aan Engelman, Roland Holst, Dick Binnendijk en de Utrechtse mecenas René Radermacher Schorer.
De titels van de portretten duiden haar meestal aan als "jkvr. J.C. van Boetzelaer". Zij was evenwel een barones, maar sommige ongehuwde baronessen volgden het gebruik zichzelf aan te duiden als bijvoorbeeld "jkvr. J.C. barones van Boetzelaer".

## Portretten door Pyke Koch
- Portret jkvr. J.C. van Boetzelaer I. Olieverf. ca. 1947 (Centraal Museum)
- Portret jkvr. J.C. van Boetzelaer II. Olieverf. ca. 1947 (onbekende collectie)
- Profielportret jkvr. J.C. van Boetzelaer. Olieverf. 1948 (Caldic collectie, voorheen collectie T.J. Botke)
- Profielportret jkvr. J.C. van Boetzelaer. Olieverf. 1948 (particuliere collectie; voorheen collectie geportretteerde)
- Portret jkvr. J.C. van Boetzelaer. Olieverf. ca. 1954 (particuliere collectie; voorheen collectie T.J. Botke)
- Portret jkvr. J.C. van Boetzelaer. Krijttekening. ca. 1948 (particuliere collectie)
- Portret jkvr. J.C. van Boetzelaer. Krijttekening. ca. 1948 (particuliere collectie; voorheen collectie Jan Engelman)